# Yūta Shimomura
Yūta Shimomura (japanisch 下村 悠太 Shimomura Yūta; * 1. Mai 1990 in der Präfektur Tokio) ist ein ehemaliger japanischer Fußballspieler.

## Karriere
Shimomura erlernte das Fußballspielen in der Schulmannschaft der Hozen High School und der Universitätsmannschaft der Teikyō-Universität. Seinen ersten Vertrag unterschrieb er 2013 bei AC Nagano Parceiro. Am Ende der Saison 2013 stieg der Verein in die J3 League auf. Im Juni 2014 wurde er an den Japan Soccer College ausgeliehen. Für den Verein absolvierte er 10 Ligaspiele. 2015 wechselte er zu FC Maruyasu Okazaki. Für den Verein absolvierte er 13 Ligaspiele. Im August 2015 wechselte er zum Drittligisten FC Ryūkyū. Für den Verein absolvierte er fünf Ligaspiele. Ende 2015 beendete er seine Karriere als Fußballspieler.